# Tiptonina
Tiptonina es un género de foraminífero bentónico considerado un sinónimo posterior de Atwillina de la subfamilia Uvigerininae, de la familia Uvigerinidae, de la superfamilia Buliminoidea, del suborden Buliminina y del orden Buliminida. Su especie tipo era Siphogenerina nodifera. Su rango cronoestratigráfico abarcaba el Mioceno inferior.

## Discusión
Clasificaciones previas incluían Tiptonina en el suborden Rotaliina del orden Rotaliida.

## Clasificación
Tiptonina incluía a la siguiente especie:
- Tiptonina nodifera †